# Brin (Sénégal)
Pour les articles homonymes, voir Brin.
Brin est un village du Sénégal situé en Basse-Casamance, à l'ouest de Ziguinchor,  non loin de la rive gauche du fleuve Casamance. Il fait partie de la communauté rurale d'Enampore, dans l'arrondissement de Nyassia, le département de Ziguinchor et la région de Ziguinchor.

## Histoire
Brin se trouve sur l'ancien royaume du Bandial. 
Le village abrite une église catholique, le séminaire Saint Jean-Marie Vianney ainsi qu'un cimetière de prêtres.

## Géographie
Le village, entouré d'une dense forêt, se trouve à l'embranchement de la route goudronnée R20 qui conduit à Cap Skirring avec la piste en latérite menant aux villages d'Enampore et de Séléki, celle qu'empruntent les touristes pour visiter les célèbres cases à impluvium, caractéristiques de l'architecture diola.
Les localités les plus proches sont Batinière, Badiatte, Elora, Djibohere, Djibonker, Kailen, Ering et Mandjak. 

### Population
C'est l'un des quelques villages où l'on parle encore le bandial.
Lors du dernier recensement (2002), on comptait 202 habitants à Brin Djiere, 88 à Brin Djiguele, 37 à Brin Eboune et 23 à Brin Kabeuil.

## Personnalités liées à Brin
- Robert Sagna, maire de Ziguinchor et ancien ministre de l'Agriculture, est né dans le village.
- L’abbé Augustin Diamacoune Senghor, le chef historique du Mouvement des forces démocratiques de Casamance (MFDC), décédé en 2007, a été enterré au cimetière des prêtres de Brin[6].